# Richard B. Mather
Richard Burroughs Mather (Paoting, 1913. november 11. – Saint Paul, Minnesota, 2014. november 28.) (kínai neve pinjin hangsúlyjelekkel: Mǎ Ruìzhì; magyar népszerű: Ma Zsuj-cse; egyszerűsített kínai: 马瑞志; hagyományos kínai: 馬瑞志) amerikai sinológus, buddhológus.

## Élete és munkássága
Mather szülei protestáns misszionáriusként Kínában teljesítettek egyházi szolgálatot, így ő is Kínában, a Hopej tartománybeli Paotingba (保定) született. Családja csak az 1930-as évek elején tért vissza az Egyesült Államokba. 1935-ben végzett a Princetoni Egyetemen summa cum laude minősítéssel. 1949-ben szerzett doktori fokozatot a Kaliforniai Egyetemen, Berkeley-ben, disszertációjának címe: The Doctrine of Non-Duality in the Vimalakīrtinirdeśa Sūtra. 1949-ben professzorrá nevezték ki a Minnesotai Egyetemen, ahol Mather egészen nyugdíjba vonulásáig, 1984-ig tanított és kiutatott.
Legismertebb és legjentősebb munkája a Si-suo hszin-jü (世說新語) című Han-kori prózagyűjtemény fordítása.

## Főbb művei
- "The Doctrine of Non-Duality in the Vimalakīrtinirdeśa Sūtra". Ph.D. dissertation, University of California, Berkeley, 1949
- A New Account of Tales of the World (Shih-shuo hsin-yü). Minneapolis-St. Paul: University of Minnesota Press. ISBN 0816607605. 2nd edition (2002), University of Michigan, Center for Chinese Studies, 1976 ISBN 089264155X
- The Poet Shen Yüeh (441–513): The Reticent Marquis. Princeton: Princeton University Press, 1988
- The Age of Brilliance: Three Lyric Poets of the Yung-ming Era (483–493). Leiden: Brill, 2003